# Walter Kogler
Walter Kogler (Wolfsberg, 12 dicembre 1967) è un allenatore di calcio ed ex calciatore austriaco, di ruolo difensore.
Il 10 ottobre 2012 viene esonerato dalla dirigenza del Wacker Innsbruck, dopo quattro anni alla guida della prima squadra, a causa dei pessimi risultati ottenuti nelle prime giornate di campionato. Il suo posto viene preso ad interim da Werner Löberbauer, tecnico della squadra Amateure, ma il suo contratto resta valido sino alla naturale scadenza a fine stagione.

## Palmarès

### Calciatore
- Campionato austriaco: 5

Austria Vienna: 1992-1993
Salisburgo: 1996-1997
Tirol Innsbruck: 1999-2000, 2000-2001, 2001-2002
- Coppa d'Austria: 1

Austria Vienna: 1993-1994

### Allenatore
- Campionato di Erste Liga: 1

2009-2010